# Fresh Diagnose
Fresh Diagnose — утилита, предназначенная для анализа и тестирования производительности компьютера, разработанная командой программистов из «Freshdevices Corp». Утилита не является кроссплатформенным программным обеспечением и работает только на компьютерах под управлением 32-битных операционных систем Microsoft Windows 95/98/98 SE/ME/NT/2000/XP.

## Описание
Fresh Diagnose может анализировать и сопоставлять различные типы оборудования, например, производительность процессора, жёсткого диска, видеокарты, материнской плате и т.д., а также позволяется производить детальное сканирование установленного программного обеспечения и сравнивать полученные результаты с другими системами.

## Предупреждение
Программа является абсолютно бесплатной, но для её использования нужно зарегистрироваться. Процедура является бесплатной, которую нужно пройти на официальном сайте производителя.

## Недостатки
- Отсутствует поддержка 64-разрядных операционных систем.
- Отсутствие кроссплатформенности.
- Закрытый исходный код.
- Плохая локализация русского языка.